# Microregione di Médio Mearim
Médio Mearim è una microregione dello Stato del Maranhão in Brasile, appartenente alla mesoregione di Centro Maranhense.

## Comuni
Comprende 20 comuni:
- Bacabal
- Bernardo do Mearim
- Bom Lugar
- Esperantinópolis
- Igarapé Grande
- Lago do Junco
- Lago dos Rodrigues
- Lago Verde
- Lima Campos
- Olho d'Água das Cunhãs
- Pedreiras
- Pio XII
- Poção de Pedras
- Santo Antônio dos Lopes
- São Luís Gonzaga do Maranhão
- São Mateus do Maranhão
- São Raimundo do Doca Bezerra
- São Roberto
- Satubinha
- Trizidela do Vale